# Forêt de Roumare
La forêt de Roumare est une forêt domaniale française de 4 000 hectares située à l'ouest de Rouen dans un vaste méandre de la Seine. Ses nombreux sentiers aménagés, son parc animalier en font un lieu de promenade fréquenté par les habitants de l'agglomération.

## Environnement
La  forêt de Roumare s'étend sur la première boucle de la Seine en aval de Rouen, sur un petit plateau assez élevé (130 mètres) au nord et descendant en pente douce vers le sud sur le lobe du méandre. Ruisseaux et étangs sont quasi inexistants, la forêt n'est accidentée que de quelques vallées sèches.
Le cœur et la partie nord de la forêt, aux sols limoneux et argileux (argile à silex), portent une forêt de feuillus : chênes, hêtres et charmes, tandis que ces peuplements deviennent rares vers le sud où dominent les conifères plantés sur des sables alluvionnaires. La forêt a souffert de la tempête de décembre 1999 ; le chêne « Gadeau de Kerville », plusieurs fois centenaire, a été déraciné à l'occasion de cet accident météorologique.
De nombreuses allées forestières permettent de découvrir ce « poumon vert » de l'agglomération de Rouen. La forêt abonde en gros gibier : cerfs, chevreuils, sangliers, présentés au public dans un parc animalier (26 hectares), ouvert en 1966 et réhabilité en 2004-2005.

## Patrimoine naturel
La forêt de Roumare est en zone naturelle d'intérêt écologique, faunistique et floristique, de même que la mare des Boscs.

## Légendes
C'est à un arbre de cette forêt que Rollon, nouveau comte des Normands chargé par le roi de France de rétablir la sécurité en échange de la reconnaissance de son titre, fit suspendre un anneau d'or pendant trois années, sans qu'il ne fût volé.

## Protection
Par décret du 30 août 2007, ce massif a été classé forêt de protection sur une superficie de 4 924,378 3 hectares, sur le territoire des communes de Canteleu, Hautot-sur-Seine, Hénouville, La Vaupalière, Maromme, Montigny, Quevillon, Roumare, Sahurs, Saint-Martin-de-Boscherville, Saint-Pierre-de-Manneville, Saint-Pierre-de-Varengeville et Val-de-la-Haye.

## Dans la culture
La forêt de Roumare est évoquée dans le roman de Guy de Maupassant, Le Horla.